# Tipos Extraliga
Extraliga heter den högsta divisionen inom ishockey i Slovakien. Namnet är baserat på sponsornamn och ändras då och då. Mellan 1993 och 1998 hette serien endast Extraliga. Sedan har den haft namnen West Extraliga, Boss Extraliga, ST Extraliga, T-com Extraliga och Slovnaft Extraliga. Serien startade 1993 då staten Tjeckoslovakien upplöstes.

## Format
Ligan består av 12 lag, där de sex bästa lagen i grundserien går till kvartsfinal i slutspelet. Lagen placerade 7 till 10 i grundserien möts i en playoff-omgång för vidare spel i slutspelet.

## Mästare
- 1994 – HC Dukla Trenčín
- 1995 – HC Košice
- 1996 – HC Košice
- 1997 – HC Dukla Trenčín
- 1998 – HC Slovan Bratislava
- 1999 – HC Košice
- 2000 – HC Slovan Bratislava
- 2001 – HKm Zvolen
- 2002 – HC Slovan Bratislava
- 2003 – HC Slovan Bratislava
- 2004 – HC Dukla Trenčín
- 2005 – HC Slovan Bratislava
- 2006 – MsHK Žilina
- 2007 – HC Slovan Bratislava
- 2008 – HC Slovan Bratislava
- 2009 – HC Košice
- 2010 – HC Košice
- 2011 – HC Košice
- 2012 – HC Slovan Bratislava
- 2013 – HKm Zvolen
- 2014 – HC Košice
- 2015 – HC Košice
- 2016 – HK Nitra
- 2017 – HC '05 Banská Bystrica
- 2018 – HC '05 Banská Bystrica
- 2019 – HC '05 Banská Bystrica
- 2020 – hölls inte på grund av covid-19-pandemin
- 2021 – HKM Zvolen
- 2022 – HC Slovan Bratislava
- 2023 – HC Košice
- 2024 – HK Nitra
- 2025 – HC Košice